# Lexington, Minnesota
Lexington là một thành phố thuộc quận Anoka, tiểu bang Minnesota, Hoa Kỳ. Năm 2010, dân số của thành phố này là 2049 người.

## Dân số
- Dân số năm 2000: 2214 người.
- Dân số năm 2010: 2049 người.